# Эндрюс, Стэнли
Стэ́нли Э́ндрюс (англ. Stanley Andrews; 28 августа 1891 или 18 августа 1891, Чикаго, Иллинойс — 23 июня 1969, Лос-Анджелес, Калифорния) — американский характерный актёр театра, радио, кино и телевидения. Наиболее запомнился зрителю озвучиванием Папаши Уорбакса в радиопередаче «Сиротка Энни» (1931—1936) и исполнением роли Старого Рейнджера в сериале «Дни в Долине Смерти» (1952—1964).

## Биография
Стэнли Мартин Андржежевский (настоящее имя актёра) родился 28 (или 18) августа 1891 года в Чикаго (штат Иллинойс). О его детстве и юности почти ничего неизвестно, за исключением того, что вырос он на Среднем Западе, а его родители были эмигрантами из Польши. С середины 1910-х годов он начал играть в репертуарных театрах, с 1931 года озвучивать персонажей радиопередач, с 1933 года сниматься в кино, с 1949 года — в телесериалах. Всего с 1933 по 1964 год актёр снялся в примерно 380 фильмах и сериалах, в том числе примерно в 210 случаях без указания в титрах. Амплуа — служители закона в вестернах, военные офицеры, судьи и полицейские.
Стэнли Эндрюс (такой актёрский псевдоним он себе взял) скончался 23 июня 1969 года в Лос-Анджелесе (штат Калифорния). О его близких родственниках ничего не известно, наследниками актёра стали двое его племянников.

## Бродвейские работы
- 1926 — Добры молодцы / The Good Fellow — Луис Фендер
- 1928 — Зыбучий песок / Quicksand — Робертс

## Избранная фильмография

### В титрах указан

#### Широкий экран
- 1935 — Частные миры[англ.] / Private Worlds — доктор Барнс
- 1937 — Высокий, широкоплечий и красивый[англ.] / High, Wide, and Handsome — Лем Моултон
- 1938 — Флибустьер[англ.] / The Buccaneer — коллектор порта
- 1938 — Одинокий рейнджер[англ.] / The Lone Ranger — капитан Смит, он же полковник Джеффрис
- 1938 — Рэгтайм-оркестр Александра[англ.] / Alexander's Ragtime Band — полковник
- 1938 — Порождение севера[англ.] / Spawn of the North — Партридж
- 1938 — Таинственный всадник[англ.] / The Mysterious Rider — Уильям Беллаундс
- 1938 — Леди возражает[англ.] / The Lady Objects — Бейкер
- 1938 — Кентукки[англ.] / Kentucky — председательствующий судья
- 1939 — Небесные пираты[англ.] / Pirates of the Skies — майор Смит
- 1939 — Красавчик Жест[англ.] / Beau Geste — Марис
- 1939 — Береговая охрана[англ.] / Coast Guard — командор Хукер
- 1940 — Зелёный Шершень / The Green Hornet — комиссар полиции (в ч. 1, 5, 8—9 и 13)
- 1940 — Синяя птица[англ.] / The Blue Bird — Вильгельм
- 1940 — Маленький Старый Нью-Йорк[англ.] / Little Old New York — патрульный капитан
- 1940 — Джонни Аполлон / Johnny Apollo — секретарь соцобеспечения
- 1940 — Бригам Янг[англ.] / Brigham Young — Хайрам Смит
- 1940 — Кит Карсон[англ.] / Kit Carson — Томас Ларкин[англ.]
- 1940 — Кинг из Королевской канадской конной полиции[англ.] / King of the Royal Mounted — Том Мерритт-старший (в ч. 1)
- 1940 — Сын Монте-Кристо / The Son of Monte Cristo — Тарнки
- 1941 — Игривая девушка[англ.] / Play Girl — Джозеф Шоэн
- 1941 — Познакомьтесь с Джоном Доу / Meet John Doe — Уэстон
- 1941 — Тайм-аут для ритма[англ.] / Time Out for Rhythm — Джеймс Андерсон
- 1942 — Зона Панамского канала[англ.] / Canal Zone — командор Меррилл
- 1942 — Моя девушка Сэл[англ.] / My Gal Sal — мистер Дрейзер
- 1942 — Десять джентльменов из Вест-Пойнта[англ.] / Ten Gentlemen from West Point — капитан Слоан
- 1943 — Смельчаки Запада[англ.] / Daredevils of the West — полковник Эндрюс (в ч. 1 и 12)
- 1944 — Принцесса и пират[англ.] / The Princess and the Pirate — капитан «Мэри Энн»
- 1947 — Напуганная до смерти / Scared to Death — патолог
- 1947 — Дорога в Рио[англ.] / Road to Rio — капитан Хэрмон
- 1948 — Побеждает лучший[англ.] / Best Man Wins — шериф Дингл
- 1948 — Приключения Фрэнка и Джесси Джеймсов[англ.] / Adventures of Frank and Jesse James — Джим Пауэлл (в ч. 1)
- 1948 — Кожаные перчатки[англ.] / Leather Gloves — мистер Хаббард
- 1948 — Бледнолицая[англ.] / The Paleface — комиссар Эмерсон
- 1951 — Долина мести[англ.] / Vengeance Valley — Мид Кэлхун
- 1951 — Супермен и люди-кроты / Superman and the Mole Men — шериф
- 1952 — Монтана Белль[англ.] / Montana Belle — маршал Комбс
- 1953 — Канадская конная полиция против атомных захватчиков / Canadian Mounties vs. Atomic Invaders — Андерсон (в ч. 1—5 и 10)
- 1955 — Сокровище Рубиновых Холмов[англ.] / Treasure of Ruby Hills — маршал Гарви
- 1956 — Звезда в пыли[англ.] / Star in the Dust — Бен Смит

#### Телевидение
- 1949—1952, 1955 — Одинокий рейнджер[англ.] / The Lone Ranger — разные роли (в 7 эпизодах)
- 1950, 1953—1954 — Шоу Джина Отри[англ.] / The Gene Autry Show — разные роли (в 10 эпизодах)
- 1951 — Приключения Кита Карсона[англ.] / The Adventures of Kit Carson — разные роли (в 3 эпизодах)
- 1951—1953 — ? / The Range Rider — разные роли (в 17 эпизодах)
- 1952 — Шоу Роя Роджерса[англ.] / The Roy Rogers Show — шериф Сэм Фуллер (в эпизоде Doc Stevens' Traveling Store)
- 1952 — Космический патруль[англ.] / Space Patrol — Барроу (в эпизоде Mission to Mercury)
- 1952 — Шоу Эбботта и Костелло[англ.] / The Abbott and Costello Show — судья Генри Кью. Крамбкейк (в эпизоде Jail)
- 1952, 1956 — Небесный король[англ.] / Sky King — разные роли (в 4 эпизодах)
- 1952—1964 — Дни в Долине Смерти / Death Valley Days — Старый Рейнджер, рассказчик за кадром (в 296 эпизодах)
- 1953 — Театр Форда[англ.] / Ford Theatre — Граймс (в эпизоде The Sermon of the Gun)
- 1953 — Приключения Супермена[англ.] / Adventures of Superman — Сэм Гарвин (в эпизоде Ghost Wolf[англ.])
- 1953 — Моя маленькая Марджи[англ.] / My Little Margie — Слосон (в эпизоде Margie's Helping Hand)
- 1953 — Шоу Лоретты Янг[англ.] / The Loretta Young Show — дядя Бен (в эпизоде Trial Run)
- 1954 — Театр General Electric[англ.] / General Electric Theater — судья Мэтьюс (в эпизоде Wild Luke's Boy)
- 1954 — Истории века[англ.] / Stories of the Century — Генри Ливингстон (в эпизоде Tom Horn)
- 1954 — Театр «Четыре звезды»[англ.] / Four Star Playhouse — Джон (в эпизоде Meet a Lonely Man)
- 1954—1957 — Энни Окли[англ.] / Annie Oakley — разные роли (в 11 эпизодах)
- 1955 — Театр научной фантастики[англ.] / Science Fiction Theatre — шериф Эдгар Симпсон (в эпизоде No Food for Thought)
- 1955 — Топпер[англ.] / Topper — разные роли (в 2 эпизодах)
- 1955 — Приключения Чемпиона[англ.] / The Adventures of Champion — полковник Джесси Патнем (в эпизоде Crossroad Trail)
- 1955—1956 — Истории техасских рейнджеров[англ.] / Tales of the Texas Rangers — разные роли (в 4 эпизодах)
- 1955—1956 — Буффало Билл Младший[англ.] / Buffalo Bill, Jr. — разные роли (в 6 эпизодах)
- 1955—1956 — Приключения Дикого Билла Хикока[англ.] / The Adventures of Wild Bill Hickok — Клем Морган (в 2 эпизодах)
- 1955, 1957 — Фурия[англ.] / Fury — разные роли (в 2 эпизодах)
- 1955—1957, 1959 — Приключения Рин Тин Тина[англ.] / The Adventures of Rin Tin Tin — разные роли (в 4 эпизодах)
- 1956 — Театр режиссёров экрана[англ.] / Screen Directors Playhouse — фермер МакМэхон (в эпизоде One Against Many)
- 1956 — Жизнь и житие Уайатта Эрпа[англ.] / The Life and Legend of Wyatt Earp — полковник Джек Уэйд (в эпизоде The War of the Colonels)
- 1956—1957 — Мальчик-циркач[англ.] / Circus Boy — разные роли (в 3 эпизодах)
- 1957 — Настоящие Маккои[англ.] / The Real McCoys — мистер Пелл (в эпизоде Grandpa's Date)
- 1957 — 26 мужчин[англ.] / 26 Men — разные роли (в 3 эпизодах)
- 1957—1958 — Маверик / Maverick — шериф (в 2 эпизодах[англ.])

### В титрах не указан
- 1933 — Скандал в Риме / Roman Scandals — должностное лицо
- 1934 — Эвелин Прентайс[англ.] / Evelyn Prentice — судья
- 1935 — Крылья во тьме[англ.] / Wings in the Dark — Джек
- 1935 — После работы[англ.] / After Office Hours — театральный покровитель
- 1935 — Миссисипи[англ.] / Mississippi — картёжник с четырьмя тузами
- 1935 — Так красна роза[англ.] / So Red the Rose — капитан кавалерии
- 1935 — Убийство человека / The Murder Man — комиссар полиции
- 1935 — Кудряшка[англ.] / Curly Top — попечитель детского дома
- 1935 — Крестовые походы[англ.] / The Crusades — Амир / солдат, объявляющий, что Питер пленён
- 1935 — Анна Каренина / Anna Karenina — муж в третьей паре
- 1935 — Алмазный Джим[англ.] / Diamond Jim — картёжник
- 1935 — Большое радиовещание в 1936 году[англ.] / The Big Broadcast of 1936 — слуга Гордони с собакой
- 1935 — Она не могла взять это[англ.] / She Couldn't Take It — адвокат Уиндершем
- 1935 — Это в воздухе[англ.] / It's in the Air — следователь
- 1935 — Питер Иббетсон[англ.] / Peter Ibbetson — судья
- 1936 — Желание / Desire — таможенный инспектор
- 1936 — Мистер Дидс переезжает в город / Mr. Deeds Goes to Town — Джеймс Седар
- 1936 — Техасские рейнджеры / The Texas Rangers — бандит
- 1936 — Дьявол в юбке / The Devil Is a Sissy — доктор
- 1936 — Жена Крейга[англ.] / Craig's Wife — офицер полиции Дэвис
- 1936 — Человек с равнины / The Plainsman — офицер
- 1936 — Манна небесная[англ.] / Pennies from Heaven — детектив Стивенс
- 1937 — Человек, который нашёл себя[англ.] / The Man Who Found Himself — инспектор Грей
- 1937 — Последний поезд из Мадрида[англ.] / The Last Train from Madrid — сотрудник Секретной службы
- 1937 — Рождённый безрассудным[англ.] / Born Reckless — комиссар полиции
- 1937 — Лёгкая жизнь / Easy Living — капитан полиции Джексон
- 1937 — Загубленные в море[англ.] / Souls at Sea — первый помощник
- 1937 — Всё или ничего[англ.] / Double or Nothing — лейтенант полиции
- 1937 — Большой город[англ.] / Big City — детектив Беннетт
- 1937 — Мадам Икс[англ.] / Madame X — жандарм, дающий показания в суде
- 1937 — Покорение[англ.] / Conquest — принц Мирска
- 1938 — Наводчицы[англ.] / Tip-Off Girls — сержант полиции
- 1938 — Три товарища[англ.] / Three Comrades — офицер, произносящий тост
- 1938 — С собой не унесёшь / You Can't Take It with You — адвокат Кирби при предъявлении обвинения
- 1938 — Блондинка[англ.] / Blondie — мистер Хикс
- 1939 — Леди из Кентукки[англ.] / The Lady's from Kentucky — доктор
- 1939 — Юнион Пасифик / Union Pacific — доктор Харкнесс
- 1939 — У Энди Харди весеннее обострение[англ.] / Andy Hardy Gets Spring Fever — Джеймс Уиллет
- 1939 — Золотой мальчик[англ.] / Golden Boy — Дрисколл
- 1939 — Мистер Смит едет в Вашингтон / Mr. Smith Goes to Washington — сенатор Ходжес
- 1939 — Дочь экономки[англ.] / The Housekeeper's Daughter — капитан полиции
- 1939 — Чарли Маккарти, детектив[англ.] / Charlie McCarthy, Detective — капитан
- 1940 — Странный груз / Strange Cargo — констебль
- 1940 — Человек с Запада / The Westerner — шериф
- 1940 — Знак Зорро / The Mark of Zorro — командующий офицер
- 1942 — Звуки горна[англ.] / The Bugle Sounds — ветеринар
- 1942 — На флоте[англ.] / The Fleet's In — лейтенант-командор
- 1942 — Пожнёшь бурю[англ.] / Reap the Wild Wind — Тарнки
- 1942 — К берегам Триполи[англ.] / To the Shores of Tripoli — доктор
- 1942 — Майор и малютка / The Major and the Minor — кондуктор
- 1942 — Флот не подведёт[англ.] / The Navy Comes Through — военный прокурор
- 1942 — Случай в Окс-Боу / The Ox-Bow Incident — Бартлетт
- 1943 — Полёт за свободой[англ.] / Flight for Freedom — преуспевающий джентльмен
- 1943 — Опасное погружение[англ.] / Crash Dive — капитан корабля, потерпевшего крушение
- 1943 — Бомбардир[англ.] / Bombardier — конгрессмен
- 1943 — Дикси[англ.] / Dixie — мистер Мастерс
- 1943 — В старой Оклахоме[англ.] / In Old Oklahoma — Мейсон, индейский агент
- 1944 — Это случилось завтра / It Happened Tomorrow — полицейский
- 1944 — Следуя за парнями[англ.] / Follow the Boys — австралийский офицер
- 1944 — Банда Гитлера[англ.] / The Hitler Gang — Отто Мейснер
- 1944 — На одном крыле и молитве[англ.] / Wing and a Prayer, The Story of Carrier X — адмирал
- 1944 — Линчеватели Додж-Сити[англ.] / Vigilantes of Dodge City[6] — генерал Уингейт
- 1944 — Музыка для миллионов[англ.] / Music for Millions — доктор
- 1944 — Почти твоя[англ.] / Practically Yours — должностное лицо верфи
- 1945 — Держите порох сухим[англ.] / Keep Your Powder Dry — полковник, приветствующий кадетов
- 1945 — Между двумя женщинами[англ.] / Between Two Women — покровитель Комнаты тапочек
- 1945 — Дорога в Утопию[англ.] / Road to Utopia — Джо, корабельный чиновник
- 1946 — Два года на палубе[англ.] / Two Years Before the Mast — полицейский
- 1946 — Святой Гудлум[англ.] / The Hoodlum Saint — издатель хроники
- 1946 — Вирджинец[англ.] / The Virginian — патрон
- 1946 — Негодяй Баскомб[англ.] / Bad Bascomb — полковник Картрайт
- 1946 — Мистер Эйс[англ.] / Mr. Ace — босс клуба «Томагавк»
- 1946 — Пока плывут облака[англ.] / Till the Clouds Roll By — доктор
- 1946 — Эта прекрасная жизнь / It's a Wonderful Life — мистер Уэлч
- 1947 — Калифорния[англ.] / California — Уиллоуби
- 1947 — Море травы / The Sea of Grass — Билл, шериф
- 1947 — Улица Трейл[англ.] / Trail Street — Фергюсон
- 1947 — Высокий Барбери[англ.] / High Barbaree — фермер
- 1947 — Полыхающий полдень[англ.] / Blaze of Noon — бармен
- 1947 — Подставленный / Framed — детектив
- 1947 — Возжелай меня[англ.] / Desire Me — Эмиль, капитан рыболовецкой лодки
- 1948 — Я помню маму[англ.] / I Remember Mama — священник
- 1948 — Мистер Блэндингс строит дом своей мечты / Mr. Blandings Builds His Dream House — мистер Мёрфи
- 1948 — Состояние единства / State of the Union — сенатор
- 1948 — Человек из «Фуллер Браш»[англ.] / The Fuller Brush Man — детектив Фергюсон
- 1948 — Янки с юга[англ.] / A Southern Yankee — агент Секретной службы
- 1948 — Моя дорогая секретарша[англ.] / My Dear Secretary — мистер МакНэлли, издатель
- 1948 — Человек из Колорадо[англ.] / The Man from Colorado — Роджер МакДональд
- 1949 — Грубый подход[англ.] / Roughshod — Сэм Эллис
- 1949 — Сумей сквозь тучи солнце разглядеть[англ.] / Look for the Silver Lining — продюсер
- 1950 — Невадец[англ.] / The Nevadan — помощник шерифа Морган
- 1950 — Медный Каньон[англ.] / Copper Canyon — Джо, бармен
- 1950 — Морской тиран[англ.] / Tyrant of the Sea — офицер
- 1950 — Груз в Кейптаун / Cargo to Capetown — капитан Ричардс
- 1950 — Стремясь высоко[англ.] / Riding High — ветеринар
- 1950 — Кольт 45-го калибра[англ.] / Colt .45 — шериф
- 1950 — Два флага Запада[англ.] / Two Flags West — полковник Хоффман
- 1950 — Где живёт опасность / Where Danger Lives — доктор Мэттьюс
- 1951 — Лемон Дроп Кид[англ.] / The Lemon Drop Kid — судья Уилкинсон
- 1952 — Величайшее шоу мира / The Greatest Show on Earth — зритель
- 1952 — Одинокая Звезда[англ.] / Lone Star — мистер Томпсон
- 1952 — Карсон-Сити[англ.] / Carson City — владелец шахты в поезде
- 1952 — Злые и красивые / The Bad and the Beautiful — шериф
- 1953 — Скачи, Вакеро![англ.] / Ride, Vaquero! — генерал Шеридан
- 1953 — Опасный круиз / Dangerous Crossing — пилот корабля
- 1953 — Рыжеволосые из Сиэтла[англ.] / Those Redheads from Seattle — шериф
- 1953 — Все братья были храбрецами[англ.] / All the Brothers Were Valiant — отец Мэттью Шора
- 1955 — Ночь таит в себе ужас / The Night Holds Terror — мистер Кортье
- 1957 — Неукротимая молодёжь[англ.] / Untamed Youth — фермер Коллингвуд
- 1958 — Крик ужаса / Cry Terror! — старшее должностное лицо